# Jean Demozay
Jean Demozay (ur. 21 marca 1915 w Nantes, zm. 19 grudnia 1945 w Buc) – francuski lotnik, as myśliwski okresu II wojny światowej, trzeci na liście asów Armée de l’Air.

## Życiorys

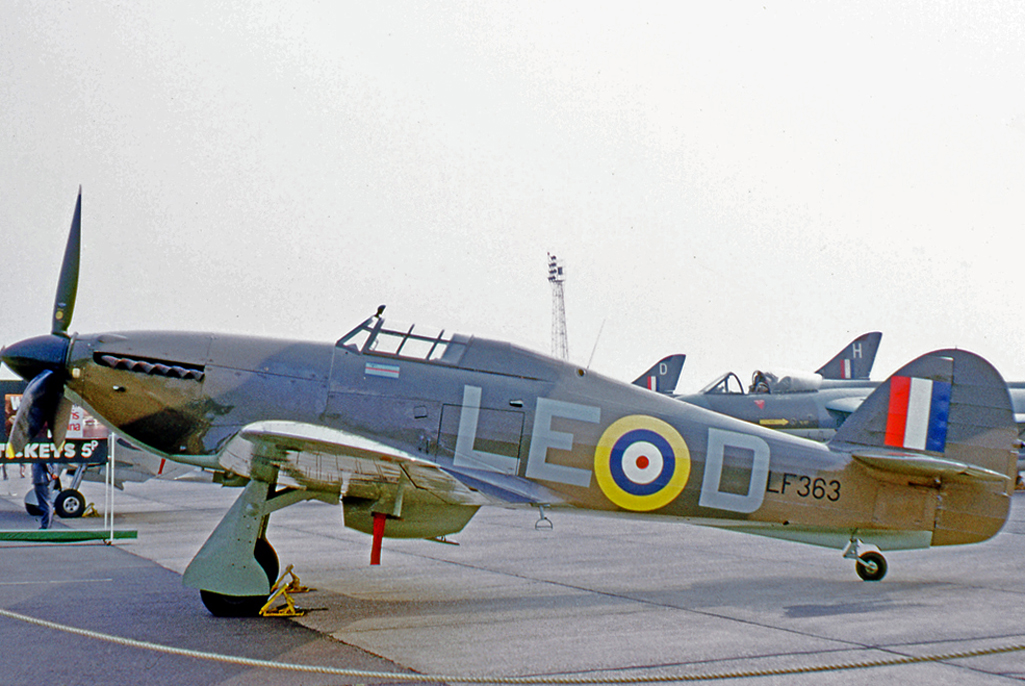
Hawker Hurricane IIC z oznaczeniem kodowym „LE” 242 dywizjonu

Jean Demozay uczęszczał do gimnazjum Saint-Joseph du Locquidy w Nantes, naukę kontynuował w Anglii w St John’s College w Portsmouth. Po śmierci ojca w 1932 wrócił do Francji aby przejąć zarządzanie rodzinnym przedsiębiorstwem. W 1936 otrzymał powołanie do wojska, lecz został uznany za niezdolnego do służby. Gdy wybuchła wojna udało mu się zaciągnąć do sił zbrojnych i dzięki znajomości języka angielskiego otrzymał przydział jako tłumacz przy Royal Air Force. Służył w 1 dywizjonie, który był częścią RAF Advanced Air Striking Force gdzie nauczył się latać na samolocie szkolnym Miles Magister. Jego dywizjon brał udział w kampanii francuskiej, po podpisaniu rozejmu z Niemcami jednostka wycofała się do Wielkiej Brytanii. Demozay znalazł się w Nantes, nie akceptował porażki i chciał walczyć dalej. Dotarł do Anglii brytyjskim transportowcem który sam naprawił. Zabrał na pokład 16 osób personelu technicznego RAF i zdołał wylądować w bazie Sutton Bridge, mimo że nigdy nie pilotował samolotów dwusilnikowych i miał małe doświadczenie lotnicze.
W Anglii dołączył do sił Wolnej Francji, otrzymał przydział do RAF i został skierowany do 5 Operational Training Unit w Aston Down. Po ukończeniu szkolenia w październiku 1940 trafił do 1 dywizjonu w którym uczestniczył w bitwie o Anglię. 8 listopada 1940 osiągnął swoje pierwsze zwycięstwo zestrzeliwując Ju 88. W maju 1941, z czterema zwycięstwa na koncie, objął dowództwo eskadry B (flight B) swojego dywizjonu. W połowie czerwca został przeniesiony do 242 dywizjonu gdzie strącił dwa kolejne samoloty osiągając tytuł asa. Pod koniec czerwca trafił do 91 dywizjonu gdzie został dowódcą eskadry B. Był pierwszym Francuzem który dowodził brytyjską eskadrą. W styczniu 1942 został przydzielony do sztabu 11 grupy myśliwskiej.
W lipcu 1942 wrócił do latania bojowego jako dowódca 91 dywizjonu. W styczniu 1943 awansował na podpułkownika (wing commander) i został oddelegowany przez generała de Gaulle’a do misji generała Catroux jako przedstawiciel Sił Powietrznych Wolnej Francji (FAFL) której celem było połączenie sił Wolnej Francji z wojskami z Afryki Północnej.
W czerwcu 1943 został przydzielony do dowództwa Francuskich Sił Powietrznych na Bliskim Wschodzie. W kwietniu 1944 został mianowany do Gabinetu Wojskowego Komisarza Lotnictwa w Algierze. Stworzył Lotniczą Grupę Wsparcia „Ojczyzna” (Groupe Aérien de Coopération „Patrie”) której zadaniem było wspieranie francuskiego ruchu oporu na południowym zachodzie Francji. W październiku 1945 został zastępcą komendanta Szkół Lotniczych.
Zginął w wypadku lotniczym 19 grudnia 1945 niedaleko lotniska Buc. Został pochowany na cmentarzu w Beaugency.
Podczas II wojny światowej Jean Demozay zestrzelił 21 samolotów wroga na pewno, 2 prawdopodobnie i 4 uszkodził.

## Odznaczenia
- Krzyż komandorski Legii Honorowej (Francja)
- Compagnon de la Libération (Francja)
- Medal Wojskowy (Francja)
- Krzyż Wojenny (Francja)
- Distinguished Flying Cross (Wielka Brytania)
- Distinguished Service Order (Wielka Brytania)
- Zaszczytny Krzyż Lotniczy (Stany Zjednoczone)
- Krzyż Wojenny (Belgia)
- Krzyż Wojenny (Czechosłowacja)